# Mathieu Guidère
Mathieu Guidère es un profesor universitario y escritor francés, especialista en geopolítica e historia contemporánea de la cultura de Oriente Medio. 

## Biografía
Ha sido catedrático de la Escuela Especial Militar de Saint-Cyr y de la Universidad de Ginebra, Suiza. Ha publicado libros sobre Al-Qaeda y sus actividades en el norte de África y Oriente Medio. Igualmente, ha sido investigador de lingüística cognitiva aplicada a la defensa y la seguridad. Ha sido entrevistado para publicaciones angloparlantes incluyendo The New York Times y The Telegraph.